# Linden (Bruckmühl)

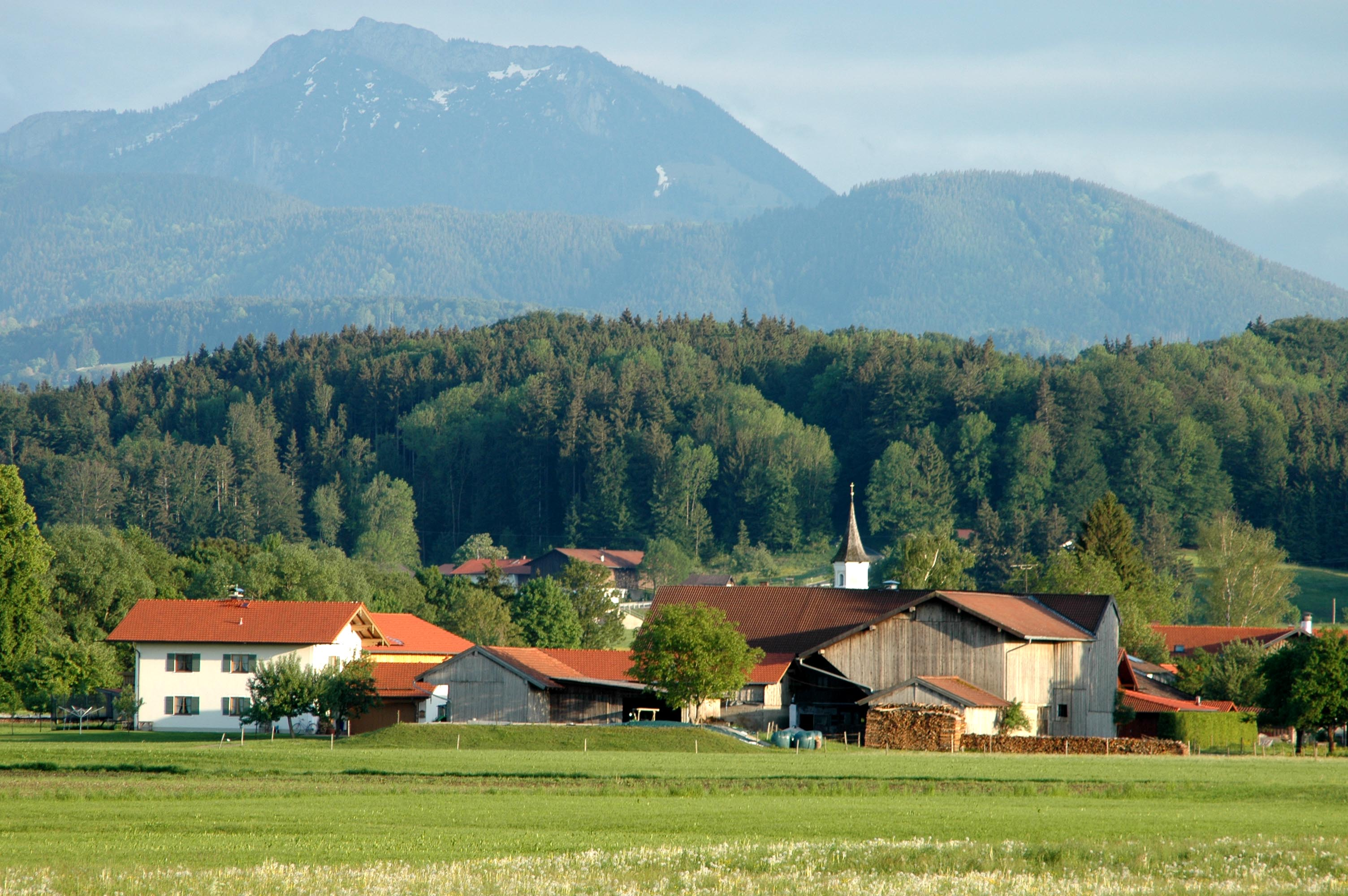
Linden vom Norden gesehen

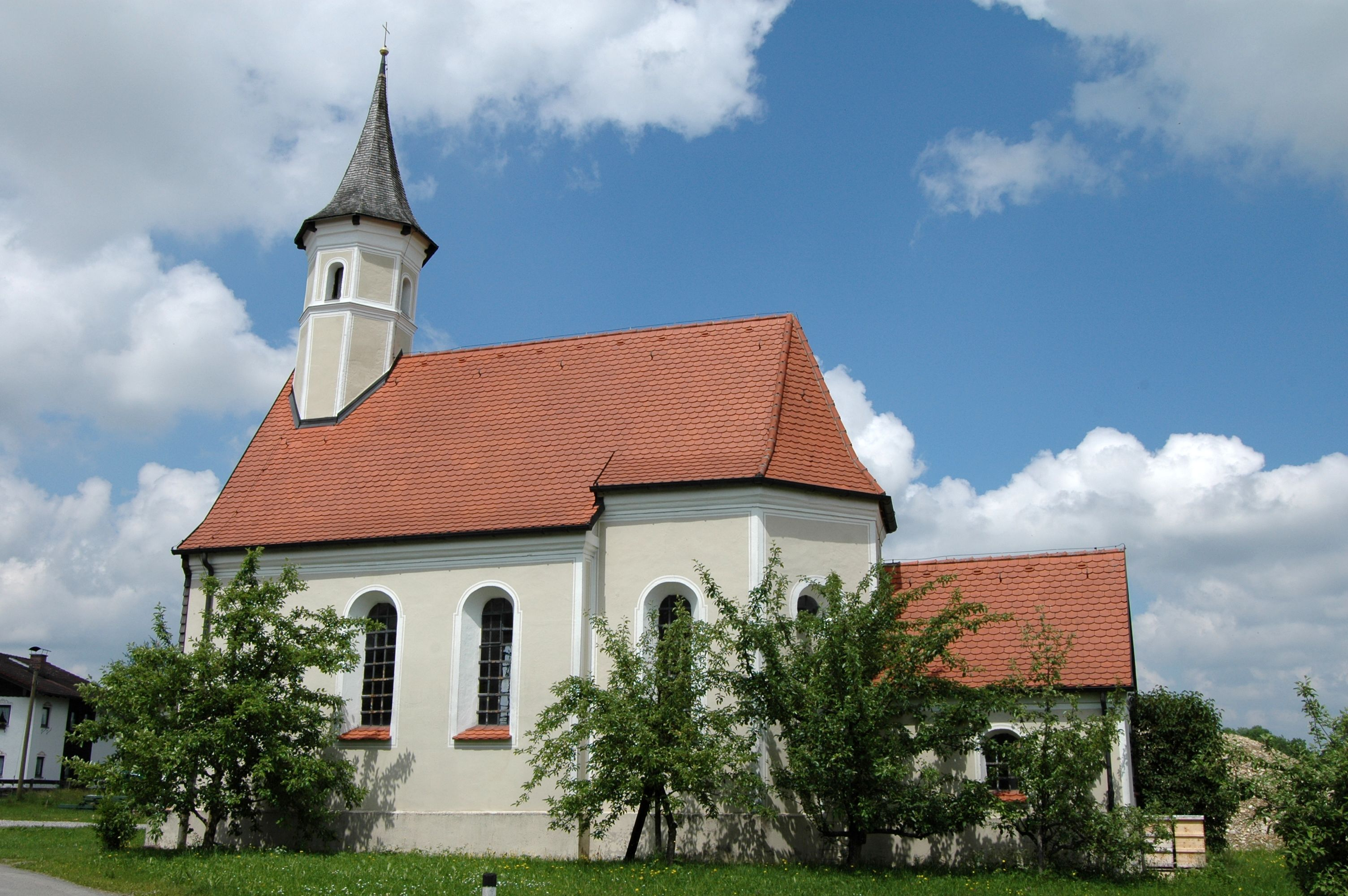
St.-Isidor-Kapelle

Linden ist ein Gemeindeteil der Marktgemeinde Bruckmühl im oberbayerischen Landkreis Rosenheim. Es zählt zirka 40 Einwohner.
1646 wurde die große Lindener Kapelle fertiggestellt und dem Heiligen Isidor geweiht. Das Gebäude neben der Kapelle war der damalige Schulmeisterhof, im 17. und 18. Jahrhundert die Göttinger Pfarrschule. Auf Wunsch der Einwohner in Linden blieb die kleine Kapelle erhalten.

## Geographische Lage
Das Dorf liegt 504,0 m ü. NN, östlich von Waith, südöstlich von Bruckmühl, westlich von Götting und Hinrichssegen, sowie nördlich von Irschenberg und der A8 im westlichen Mangfalltal.
Durch das Dorf fließt der Mühlbach.